# 古河市
古河市（日语：／ Koga shi */?）是位於關東地方中央，茨城縣西端的一個市。2005年9月12日設立，由舊古河市、總和町、三和町1市2町新設合併誕生。人口約13.6萬人。

## 日本广播协会国际广播部门——日本广播电台发射站
古河市的东山田八俣村为日本国际广播电台（NHK WORLD-Radio Japan）的发射台所在地，现拥有7部300千瓦，4部100千瓦的发射机，向亚洲大陆、东南亚、南亚、澳洲及新西兰、夏威夷方向转播日本广播电台的日、华、韩、英、法、越、泰、缅、印尼、俄等语言的广播节目，同时还向朝鲜转播“潮风广播电台”、“故乡的风”等对朝鲜广播的电台节目。日本放送协会还与英国广播公司全球服务（中文广播2011年3月26日停止转播）、加拿大国际广播电台、法国国际广播电台以节目交换的方式，向中国及东南亚转播上述三台的节目。